# Kreis Regenwalde
Der Kreis Regenwalde war von 1818 bis 1945 ein preußischer Landkreis in Pommern. Seine Kreisstadt war die Stadt Labes. Nach Beendigung der Kampfhandlungen des Zweiten Weltkriegs wurde  das Kreisgebiet von der sowjetischen Besatzungsmacht der Volksrepublik Polen
zur Verwaltung überlassen. Dieser Zustand wurde im Sommer 1945 nach dem Potsdamer Abkommen beibehalten. Das Kreisgebiet
entspricht heute in etwa dem Powiat Łobeski in der Woiwodschaft Westpommern.

## Geschichte

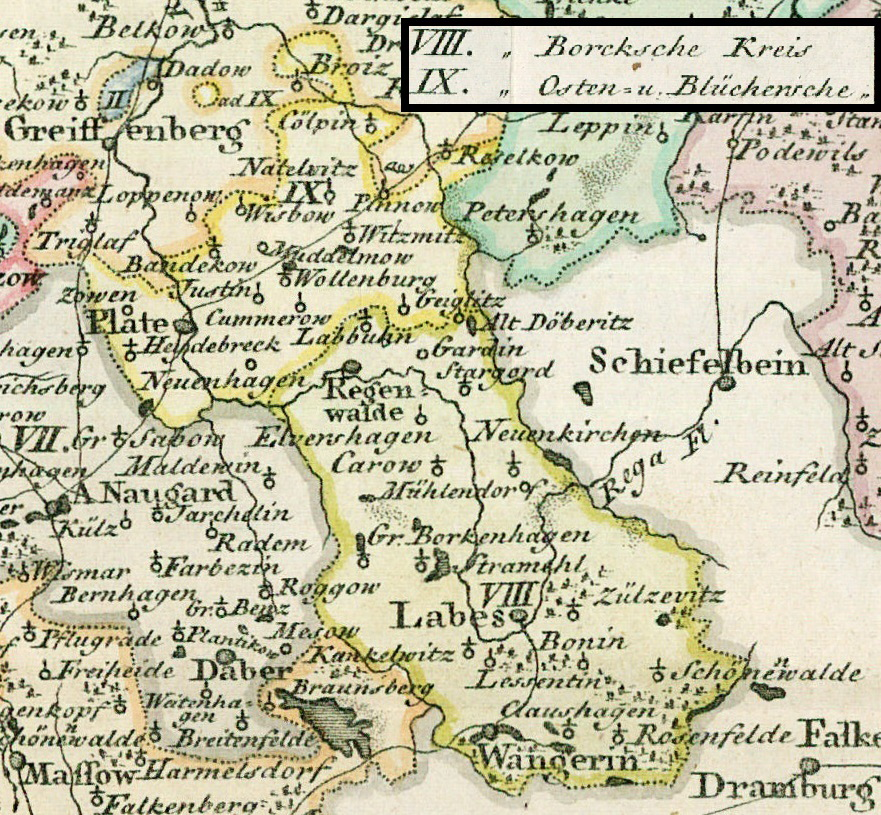
Der Borcksche und der Ostensche Kreis im 18. Jahrhundert

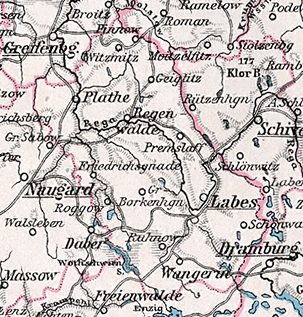
Der Kreis Regenwalde 1905

Die beiden Vorgängerkreise des Kreises Regenwalde waren der Borckesche Kreis rund um die Städte Labes, Regenwalde und Wangerin sowie der Ostensche Kreis rund um die Stadt Plathe. Mit den preußischen Verwaltungsreformen nach dem Wiener Kongress wurde zum 1. Januar 1818 der Kreis Regenwalde im Regierungsbezirk Stettin der preußischen Provinz Pommern gebildet. Der Kreis wurde aus folgenden Bestandteilen zusammengesetzt:
- der gesamte Borckesche Kreis
- der Ostensche Kreis bis auf drei Dörfer, die zum Kreis Greifenberg und drei Dörfer, die zum Kreis Fürstenthum kamen.
- 5 Dörfer aus dem Dramburger Kreis
- 8 Dörfer aus dem Saatziger Kreis
- 21 Dörfer aus dem Daber-Naugard-Dewitzschen Kreis

Der Kreis Regenwalde umfasste 1871 die vier Städte Labes, Plathe, Regenwalde und Wangerin, 82 Landgemeinden und 109 Gutsbezirke.
Seit dem 1. Juli 1867 gehörte der Kreis zum Norddeutschen Bund und ab dem 1. Januar 1871 zum Deutschen Reich. Zum 30. September 1928 fand im Kreis Regenwalde wie im übrigen Freistaat Preußen eine Gebietsreform statt, bei der alle Gutsbezirke aufgelöst und benachbarten Landgemeinden zugeteilt wurden.
Mit dem 1. Oktober 1938 trat der Kreis Regenwalde vom Regierungsbezirk Stettin zum Regierungsbezirk Köslin.
Im Frühjahr 1945 wurde das Kreisgebiet durch die Rote Armee besetzt und anschließend, wie ganz Hinterpommern,  der Volksrepublik Polen zur Verwaltung überlassen. In der Folgezeit wurden die einheimischen Bewohner mit wenigen Ausnahmen von den örtlichen polnischen Verwaltungsbehörden aus dem Kreisgebiet vertrieben.

## Einwohnerentwicklung
| Jahr | Einwohner | Quelle |
| ---- | --------- | ------ |
| 1846 | 40.833    | [ 6 ]  |
| 1871 | 47.570    | [ 4 ]  |
| 1890 | 45.272    | [ 7 ]  |
| 1900 | 44.954    | [ 7 ]  |
| 1910 | 45.991    | [ 7 ]  |
| 1925 | 50.582 1  | [ 7 ]  |
| 1933 | 49.739    | [ 7 ]  |
| 1939 | 49.232    | [ 7 ]  |

## Politik

### Landräte
- 1818–1831 Ernst August Philipp von Borcke (1776–1850)
- 1832–1855 Georg August Adolf Heinrich von der Osten (1785–1855)
- 1855–1863 Leopold von der Osten (1809–1887)
- 1864–1871 Johann Georg von Loeper (1819–1900)
- 1871–1877 Ludwig von Lockstedt (1837–1877)
- 1877–1884 Johann Georg von Loeper (1819–1900)
- 1884–1893 August von der Osten (1855–1895)
- 1893–1910 Ernst von Döring (1858–1910)
- 1910–1918 Hans von Normann (1880–1918)
- 1918–1931 Herbert Rudolf von Bismarck (1884–1955)
- 1931–1945 Erich Hüttenhein (1889–1945)

### Kommunalverfassung
Der Kreis Regenwalde gliederte sich zunächst in die Städte Labes, Plathe, Regenwalde und Wangerin, in Landgemeinden und – bis zu deren nahezu vollständiger Auflösung im Jahre 1928 – in Gutsbezirke. Mit Einführung des preußischen Gemeindeverfassungsgesetzes vom 15. Dezember 1933 gab es ab dem 1. Januar 1934 eine einheitliche Kommunalverfassung für alle preußischen Gemeinden. Mit Einführung der Deutschen Gemeindeordnung vom 30. Januar 1935 trat zum 1. April 1935 im Deutschen Reich eine einheitliche Kommunalverfassung in Kraft, wonach die bisherigen Landgemeinden nun als Gemeinden bezeichnet wurden. Eine neue Kreisverfassung wurde nicht mehr geschaffen; es galt weiterhin die Kreisordnung für die Provinzen Ost- und Westpreußen, Brandenburg, Pommern, Schlesien und Sachsen vom 19. März 1881.

## Amtsbezirke, Städte und Gemeinden

### Amtsbezirke
Die Landgemeinden des Kreises waren in den 1930er Jahren in 19 Amtsbezirke gegliedert. Die Städte des Kreises waren amtsfrei.
- Amtsbezirk Bonin
- Amtsbezirk Elvershagen
- Amtsbezirk Grabow
- Amtsbezirk Henkenhagen
- Amtsbezirk Lessenthin
- Amtsbezirk Maldewin
- Amtsbezirk Neukirchen
- Amtsbezirk Plathe A
- Amtsbezirk Plathe B
- Amtsbezirk Regenwalde, Land
- Amtsbezirk Roggow A
- Amtsbezirk Ruhnow
- Amtsbezirk Schönwalde
- Amtsbezirk Silligsdorf
- Amtsbezirk Stargordt
- Amtsbezirk Stramehl
- Amtsbezirk Wisbu
- Amtsbezirk Witzmitz
- Amtsbezirk Wolkow

### Städte und Gemeinden 1945
Zum Ende seines Bestehens im Jahr 1945 umfasste der Kreis Regenwalde vier Städte und 99 weitere Gemeinden:
- Aalkist
- Alt Döberitz
- Altenfließ
- Bernsdorf
- Blankenhagen (mit Frauenberg  und Neu Buchholz)
- Bonin
- Christinenhof
- Daberkow
- Dorotheenthal
- Dorow
- Dübzow
- Elvershagen
- Fier
- Friedrichsgnade
- Gardin
- Geiglitz
- Gerdshagen
- Gienow
- Glietzig
- Groß Borckenhagen
- Groß Raddow
- Haseleu
- Henkenhagen
- Heydebreck
- Horst
- Justemin
- Justin
- Kankelfitz
- Karnitz
- Karolinenhof
- Karow
- Klaushagen
- Klein Raddow
- Kratzig
- Kümken
- Kummerow
- Kutzer
- Labes, Stadt
- Labuhn
- Lasbeck
- Lessenthin (mit Elisenhof)
- Lietzow
- Lowin
- Ludwigshorst
- Mackfitz
- Maldewin
- Meesow
- Mellen
- Muddelmow
- Muhlendorf
- Natelfitz
- Natzmersdorf
- Neu Natelfitz (mit Vorwerk Mühlengraben)
- Neu Schönwalde
- Neuenhagen
- Neuhof
- Neukirchen
- Niederhagen
- Ornshagen
- Paatzig
- Piepenburg
- Piepenhagen
- Piepstock
- Pinnow
- Plathe, Stadt
- Polchow
- Premslaw
- Prütznow
- Reckow
- Regenwalde, Stadt
- Rienow
- Roggow A
- Roggow B
- Rosenfelde
- Rosenow
- Ruhnow
- Saagen
- Sallmow
- Schmelzdorf
- Schöneu
- Schönwalde
- Schwerin (mit Elmershagen, Kreutz und Schwerinshof)
- Silligsdorf
- Stargordt
- Stramehl
- Tarnow
- Teschendorf
- Unheim
- Wangerin B
- Wangerin, Stadt
- Winningen
- Wisbu
- Witzmitz
- Woitzel
- Woldenburg
- Wolkow
- Wurow
- Zachow
- Zeitlitz
- Zimmerhausen
- Zowen
- Zozenow
- Zülzefitz[9]

### Aufgelöste Gemeinden
- Margarethenhof, in den 1920er Jahren zu Sallmow
- Neu Lasbeck, in den 1920er Jahren zu Lasbeck
- Neu Maldewin, in den 1920er Jahren zu Maldewin
- Sack, in den 1920er Jahren zu Kummerow

### Namensänderungen
- Die Gemeinde Radem wurde 1938 in Friedrichsgnade umbenannt.[10]

## Verkehr
Die erste Eisenbahnlinie im Kreis wurde 1859 von der Berlin-Stettiner Eisenbahn-Gesellschaft auf dem Abschnitt Stargard–Labes–Belgard in Betrieb genommen >111.0<; von ihr zweigte in Ruhnow eine Strecke der Pommerschen Zentralbahn nach Dramburg ab >111.j<. Im Westen durchzog ab 1882 die Altdamm-Colberger Eisenbahn-Gesellschaft mit den Stationen Piepenburg und Plathe den Kreis >111.d<. Von Piepenburg aus erreichte man ab 1893 den Bahnhof Regenwalde Süd >111.g<.
Die Preußische Staatsbahn eröffnete 1906 eine Zweigbahn von Wurow an der Stammstrecke Stargard–Belgard nach Regenwalde Nord >111.h< und im folgenden Jahr weiter zum Südbahnhof >111.g<. Vom Nordbahnhof konnte man ab 1909 über den neuen Knoten Plathe in Richtung Wietstock fahren >111.h<.
Dieses Eisenbahnnetz von 120 km Länge wurde noch durch Schmalspurbahnen von 77 km Länge ergänzt:
Die Regenwalder Kleinbahnen AG führten ihre erste Verbindung von Labes nach Meesow, wo sie sich nach Daber und Sallmow verzweigte; von dieser Station ging es 1907 bis Regenwalde Nord weiter >113.m+m²<.
(Die Zahlen in >< beziehen sich auf das Deutsche Kursbuch 1939).